# 裂爪獸亞科
裂爪獸亞科（學名：Schizotheriinae）為奇蹄目下已滅絕的爪獸科中的兩個亞科之一，屬植食性，生存於始新世至更新世。

## 分類學
爪獸科下的另一個亞科為爪獸亞科，兩個亞科下的物種前腳均具有爪而不是蹄，主要是針對覓食的演化適應。與爪獸亞科不同的是，裂爪獸亞科於後腳上也長有爪。此外，爪獸亞科具有十分特化的身體架構，而裂爪獸亞科的則仍然與奇蹄目的其他物種，例如馬和貘類似。裂爪獸亞科具有較爪獸亞科長的高冠齒，這意味著牠們是以更堅韌的植物為食。和其他棲息於森林的有蹄類一樣，裂爪獸亞科的物種具有較長的頸及前肢。
最著名的裂爪獸亞科當屬石爪獸屬，而最後存活的演化支傳統上認為是奈王爪獸屬，但實際上奈王爪獸屬應是屬於爪獸亞科。

## 描述
透過牙齒微痕研究的分析顯示生存於中新世時期的裂爪獸亞科物種多以葉片、水果、樹皮及嫩枝為食。牠們的爪子主要用途是將位於高處的食物勾下來直至可食用的高度。有些古生物學家認為這些爪子還有別的用途，例如剝下樹木的樹皮。雖然前肢的爪子很長，但是具有收縮的能力，因此行走時仍然能夠維持整個腳掌貼地。可收縮的爪子是裂爪獸亞科獨立演化出的特徵，其構造與貓科可收縮的爪子相異。較寬厚的後腳掌意味著裂爪獸亞科物種有能力以後足站立，依偎著樹去取得生長於更高處的食物。

## 棲息與分佈地
由化石發現地的沉積物顯示牠們廣泛分布於不同的生態系，從來潮濕的森林到較乾燥的林地甚至是稀樹草原。相較於爪獸亞科，裂爪獸亞科的物種分佈更為廣泛，除了屬於爪獸科發源地的亞洲外，裂爪獸亞科的的物種亦分佈於非洲，甚至透過白令海峽擴散至北美洲。

## 延伸閱讀
- Handa, Naoto; Kawabe, Soichiro. . Journal of Vertebrate Paleontology. 2016, 36 (4): e1131163. S2CID 131390308. doi:10.1080/02724634.2016.1131163.